# Шарліс Олівейра
Шарліс Олівейра да Сілва (порт.-браз. Charles Oliveira da Silva; нар. 17 жовтня 1989, Гуаружа) — бразильський боєць змішаних єдиноборств, представник легкої і напівлегкої вагових категорій. Почав професійну спортивну кар'єру в 2008 році виступом у регіональних промоушнах, з 2010 року виступає у бійцівській організації Ultimate Fighting Championship. Олівейра є рекордсменом Ultimate Fighting Championship за кількістю дострокових перемог (16), перемог прийомами (14) і за кількістю бонусів за найкращий виступ вечора (16). У травні 2021 року став чемпіоном UFC в легкій вазі. Олівейра став першим бійцем в історії UFC, що втратив свій титул через те, що не вклався в ліміт легкої категорії (70,3 кг). Станом на 1 січня 2023 року займає 1-е місце в рейтингу UFC у легкій вазі.

## Біографія
Шарліс Олівейра народився 17 жовтня 1989 року в місті Гуаружа штату Сан-Паулу, Бразилія. У віці дванадцяти років почав серйозно займатися бразильським джиу-джитсу (БЖЖ, БДД, BJJ), в 2003 році виграв свої перші змагання, що проводилися серед білих поясів. Згодом удостоївся чорного поясу з БДжДж, отримавши його з рук тренерів Еріксона Кардозу і Жоржи Патину.

### Початок професійної кар'єри
Дебютував у змішаних єдиноборствах на професійному рівні в березні 2008 року, за один вечір провів відразу три бої, перемігши всіх трьох суперників. Бився в різних невеликих промоушенах Бразилії, в тому числі виступив на одному турнірі Jungle Fight — у всіх випадках незмінно виходив з поєдинків переможцем.

### Ultimate Fighting Championship
Маючи в послужному списку 12 перемог і жодної поразки, привернув до себе увагу багатьох експертів в галузі ММА, зокрема портал Sherdog в січні 2010 року назвав його третім найбільш перспективним проспектом з Бразилії, за яким слід стежити в наступаючому році. На хвилі успіху він підписав контракт із найбільшою бійцівською організацією світу Ultimate Fighting Championship і незабаром дебютував в октагоні, вигравши здачею у Даррена Елкінса і заробивши тим самим бонус за найкращий прийом вечора. У тому ж році взяв верх над Ефраїном Ескудеро, знову отримавши нагороду за найкращий прийом, але потім зазнав першої у професійній кар'єрі поразки, здачею від Джима Міллера.
У 2011 році в поєдинку з Ніком Ленцом виграв з допомогою задушливого прийому ззаду, але пізніше через нанесений їм заборонений удар коліном по голові результат скасували (при всьому при тому, обидва бійця удостоїлися призу за найкращий бій вечора). Далі його суперником став Дональд Серроне, і бразилець поступився йому технічним нокаутом у першому ж раунді.
У 2014 році Олівейра здобув в UFC три перемоги, в тому числі отримав дві нагороди за найкращий виступ вечора, хоча в одному з боїв він знову не зміг укластися в рамки напівлегкої ваги.
У 2015 році в матчі-реванші з Ніком Ленцом виграв цього разу за всіма правилами, змусив суперника до здачі в третьому раунді з допомогою «гільйотини» — за це йому дали відразу два бонуси: за найкращий виступ вечора і за найкращий бій вечора. Його переможна серія перервалася після зустрічі з майбутнім чемпіоном Максом Голловеєм, рефері зафіксував технічний нокаут вже на початку бою.
Проваливши чотири зважування, в 2017 році Олівейра все ж повернувся в легку вагову категорію. Він виграв здачею у Вілла Брукса, отримавши бонус за найкращий виступ вечора, але програв технічним нокаутом Полу Фельдеру.
16 травня 2021 року в бою з Майклом Чендлером побив рекорд UFC з найбільшої кількісті дострокових перемог — 17.

## Статистика в професійному ММА
| Професійна кар'єра бійця |            |           |
| Боїв 43                  | Перемог 33 | Поразок 9 |
| Нокаут                   | 9          | 4         |
| Здача                    | 21         | 4         |
| Рішення суддів           | 3          | 1         |
| Не відбулись             | 1          | 1         |

| Результат   | Рекорд   | Суперник            | Спосіб                    | Турнір                                                              | Дата              | Раунд | Час   | Місце                    | Примітки |
| ----------- | -------- | ------------------- | ------------------------- | ------------------------------------------------------------------- | ----------------- | ----- | ----- | ------------------------ | --- |
| Поразка     | 33-9 (1) | Іслам Махачев       | Здача (ручний трикутник)  | UFC 280                                                             | 22 жовтня 2022    | 2     | 3:16  | Абу-Дабі, ОАЕ            | Бій за вакантний титул чемпіона UFC в легкій вазі.                                                                                       |
| Перемога    | 33-8 (1) | Джастін Гейджи      | Здача (удушення ззаду)    | UFC 274                                                             | 8 травня 2022     | 1     | 3:22  | Фінікс, Аризона, США     | Олівейра втратив чемпіонський титул через те, що не вклався у ваговий ліміт легкої категорії.                                            |
| Перемога    | 32-8 (1) | Дастін Пуар'є       | Здача (удушення ззаду)    | UFC 269                                                             | 12 грудня 2021    | 3     | 1:02  | Лас-Вегас, Невада, США   | Захистив титул чемпіона UFC в легкій вазі. Отримав бонус за виступ вечора.                                                               |
| Перемога    | 31-8 (1) | Майкл Чендлер       | Технічний нокаут (удари)  | UFC 262                                                             | 16 травня 2021    | 2     | 0:19  | Х'юстон, Техас, США      | Завоював вакантний титул чемпіона UFC у легкій вазі. Побив рекорд UFC з найбільшої кількісті дострокових перемог (17). Подія вечора.     |
| Перемога    | 30-8 (1) | Тоні Фергюсон       | Одностайне рішення        | UFC 256                                                             | 12 грудня 2020    | 3     | 5: 00 | Лас-Вегас, Невада, США   | Одна з головних подій (Co-main Event) |
| Перемога    | 29-8 (1) | Кевін Лі            | Здача (гільйотина)        | UFC Fight Night 170                                                 | 15 березня 2020   | 3     | 0: 28 | Бразиліа, Бразилія       | |
| Перемога    | 28-8 (1) | Джаред Гордон       | KO (удари руками)         | UFC Fight Night: Błachowicz vs. Jacaré                              | 16 листопада 2019 | 1     | 1: 26 | Сан-Паулу, Бразилія      | Виступ вечора. |
| Перемога    | 27-8 (1) | Нік Ленц            | TKO (удари руками)        | UFC Fight Night: dos Anjos vs. Lee                                  | 18 травня 2019    | 2     | 2: 21 | Рочестер, США            | |
| Перемога    | 26-8 (1) | Девід Теймур        | Введення (анаконда)       | UFC Fight Night: Assunção vs. Moraes 2                              | 2 лютого 2019     | 2     | 0: 55 | Форталеза, Бразилія      | Виступ вечора. |
| Перемога    | 25-8 (1) | Джим Міллер (боєць) | Введення (удушення ззаду) | UFC on Fox: Lee vs. Iaquinta 2                                      | 15 грудня 2018    | 1     | 1: 15 | Мілвокі, США             | Виступ вечора. |
| Перемога    | 24-8 (1) | Крістос Гіагос      | Введення (удушення ззаду) | UFC Fight Night: Santos vs. Anders                                  | 22 вересня 2018   | 2     | 3: 22 | Сан-Паулу, Бразилія      | |
| Перемога    | 23-8 (1) | Клей Гвіда          | Введення (гільйотина)     | UFC 225                                                             | 9 червня 2018     | 1     | 2: 18 | Чикаго, США              | |
| Поразка     | 22-8 (1) | Пол Фельдер         | TKO (удари ліктями)       | UFC 218                                                             | 2 грудня 2017     | 2     | 4: 06 | Детройт, США             | |
| Перемога    | 22-7 (1) | Вілл Брукс          | Введення (удушення ззаду) | UFC 210                                                             | 8 квітня 2017     | 1     | 2: 30 | Буффало, США             | Повернувся в легку вагу. Виступ вечора.                                                                                                  |
| Поразка     | 21-7 (1) | Рікардо Ламас       | Здача (гільйотина)        | The Ultimate Fighter Latin America 3 Finale: dos Anjos vs. Ferguson | 5 листопада 2016  | 2     | 2:13  | Мехіко, Мексика          | Бій в проміжній вазі 70,3 кг; Олівейра не зробив вагу.                                                                                   |
| Поразка     | 21-6 (1) | Ентоні Петтіс       | Введення (гільйотина)     | UFC on Fox: Maia vs. Condit                                         | 27 серпня 2016    | 3     | 1: 49 | Ванкувер, Канада         | |
| Перемога    | 21-5 (1) | Майлз Джури         | Введення (гільйотина)     | UFC on Fox: dos Anjos vs. Cerrone 2                                 | 19 грудня 2015    | 1     | 3: 05 | Орландо, США             | Бій в проміжній вазі 69 кг; Олівейра не зробив вагу.                                                                                     |
| Поразка     | 20-5 (1) | Макс Голловей       | TKO (травма шиї)          | UFC Fight Night: Holloway vs. Oliveira                              | 23 серпня 2015    | 1     | 1: 39 | Саскатун, Канада         | |
| Перемога    | 20-4 (1) | Нік Ленц            | Здача (гільйотина)        | UFC Fight Night: Condit vs. Alves                                   | 30 травня 2015    | 3     | 1:10  | Гоянія, Бразилія         | Виступ вечора. Бій вечора. |
| Перемога    | 19-4 (1) | Джеремі Стівенс     | одностайне рішення        | The Ultimate Fighter: A Champion Will Be Crowned Finale             | 12 грудня 2014    | 3     | 5:00  | Лас-Вегас, США           | Бій в проміжній вазі 66 кг; Олівейра не зробив вагу.                                                                                     |
| Перемога    | 18-4 (1) | Хацу Хіоко          | Здача (анаконда)          | UFC Fight Night: Te Huna vs. Marquardt                              | 28 червня 2014    | 2     | 4:28  | Окленд, Нова Зеландія    | Виступ вечора. |
| Перемога    | 17-4 (1) | Енді Огл            | Здача (трикутник)         | UFC Fight Night: Machida vs. Mousasi                                | 15 грудня 2014    | 3     | 2:40  | Жарагуа-ду-Сул, Бразилія | Виступ вечора. |
| Поразка     | 16-4 (1) | Френкі Едгар        | одностайне рішення        | UFC 162                                                             | 6 липня 2013      | 3     | 5:00  | Лас-Вегас, США           | Бій вечора. |
| Поразка     | 16-3 (1) | Каб Свонсон         | KO (удар рукою)           | UFC 152                                                             | 22 вересня 2012   | 1     | 2:40  | Торонто, Канада          | Бій в проміжній вазі 66,3 кг; Олівейра не зробив вагу.                                                                                   |
| Перемога    | 16-2 (1) | Джонатан Брукінс    | Здача (анаконда)          | The Ultimate Fighter: Live Finale                                   | 1 червня 2012     | 2     | 2:42  | Лас-Вегас, США           | |
| Перемога    | 15-2 (1) | Ерік Уайзлі         | Здача (залом гомілки)     | UFC on Fox: Evans vs. Davis                                         | 28 січня 2012     | 1     | 1:43  | Чикаго, США              | Дебют в напівлегкій вазі. Прийом вечора.                                                                                                 |
| Поразка     | 14-2 (1) | Дональд Серроне     | TKO (удари руками)        | UFC Live: Hardy vs. Lytle                                           | 14 серпня 2011    | 1     | 3:01  | Мілвокі, США             | |
| Не відбувся | 14-1 (1) | Нік Ленц            | NC (заборонений удар)     | UFC Live: Kongo vs. Barry                                           | 26 червня 2011    | 2     | 1:48  | Піттсбург, США           | Бій вечора. Олівейра змусив Ленца здатися за допомогою удушення ззаду, але пізніше результат скасували через забороненого удару коліном. |
| Поразка     | 14-1     | Джим Міллер         | Здача (важіль коліна)     | UFC 124                                                             | 11 грудня 2010    | 1     | 1:59  | Монреаль, Канада         | |
| Перемога    | 14-0     | Ефраін Ескудеро     | Здача (удушення ззаду)    | UFC Fight Night: Marquardt vs. Palhares                             | 15 вересня 2010   | 3     | 2:25  | Остін, США               | Бій в проміжній вазі 72,1 кг; Ескудеро не зробив вагу. Прийом вечора.                                                                    |
| Перемога    | 13-0     | Даррен Елкінса      | Здача (важіль ліктя)      | UFC Live: Jones vs. Matyushenko                                     | 1 серпня 2010     | 1     | 0:41  | Сан-Дієго, США           | Прийом вечора. |
| Перемога    | 12-0     | Діегу Батагліа      | KO (слем)                 | Warriors Challenge 5                                                | 14 лютого 2010    | 1     | N / A | Порту-Белу, Бразилія     | |
| Перемога    | 11-0     | Розенілду Роша      | Здача (удушення ззаду)    | Warriors Challenge 5                                                | 14 лютого 2010    | 1     | 1:21  | Порту-Белу, Бразилія     | |
| Перемога    | 10-0     | Едуарду Пашу        | роздільне рішення         | Eagle Fighting Championship                                         | 26 вересня 2009   | 3     | 5:00  | Сан-Паулу, Бразилія      | |
| Перемога    | 9-0      | Алешандри Безерра   | Здача (анаконда)          | First Class Fight 3                                                 | 18 вересня 2009   | 2     | 1:11  | Сан-Паулу, Бразилія      | |
| Перемога    | 8-0      | будинок Станко      | Здача (удушення ззаду)    | Ring of Combat 24                                                   | 17 квітня 2009    | 1     | 3:33  | Атлантик-Сіті, США       | |
| Перемога    | 7-0      | Карлус Соаріс       | Здача (важіль ліктя)      | Jungle Fight 12: Warriors 2                                         | 21 березня 2009   | 1     | 2:48  | Ріо-де-Жанейро, Бразилія | |
| Перемога    | 6-0      | Еліені Сілва        | TKO (удари)               | Korea Fight 1                                                       | 29 грудня 2008    | 2     | N / A | Сан-Паулу, Бразилія      | |
| Перемога    | 5-0      | Даніел Фернандіс    | KO (удари руками)         | Korea Fight 1                                                       | 29 грудня 2008    | N / A | N / A | Сан-Паулу, Бразилія      | |
| Перемога    | 4-0      | Мехді Багдад        | TKO (удари руками)        | Kawai Arena 1                                                       | 13 грудня 2008    | 1     | 1:01  | Сан-Паулу, Бразилія      | Дебют в легкій вазі. |
| Перемога    | 3-0      | Діегу Брага         | TKO (удари руками)        | Predador FC 9: Welterweight Grand Prix                              | 15 березня 2008   | 1     | 2:30  | Сан-Паулу, Бразилія      | Фінал гран-прі PFC в напівсередній вазі.                                                                                                 |
| Перемога    | 2-0      | Віскарді Андраді    | TKO (удари руками)        | Predador FC 9: Welterweight Grand Prix                              | 15 березня 2008   | 1     | 2:47  | Сан-Паулу, Бразилія      | Півфінал гран-прі PFC в напівсередній вазі.                                                                                              |
| Перемога    | 1-0      | Жаксон Понтіс       | Здача (удушення ззаду)    | Predador FC 9: Welterweight Grand Prix                              | 15 березня 2008   | 1     | 2:11  | Сан-Паулу, Бразилія      | Чвертьфінал гран-прі PFC в напівсередній вазі.                                                                                           |